# Acacia rhodoxylon
Acacia rhodoxylon — вид квіткових рослин з родини бобових. Ареал: Австралія (Квінсленд).

## Середовище
Він часто розташовується в горбистих районах або хвилястих рівнинах у східній частині поясу брігалоу, де росте на скелетних піщаних або глинистих ґрунтах з низькою родючістю, де він є частиною відкритого лісу.

## Біоморфологічна характеристика
Дерево зазвичай виростає у висоту від 6 до 20 метрів з головним стовбуром 15–25 см у діаметрі. Серцевина деревини має темно-коричневий або червоно-коричневий колір, тоді як світліша заболонь кремово-біла. Вид має темно-коричневу або сіру кору, яка відшаровується маленькими вигнутими лусочками. Має смолисті та голі гілочки, які під кутом спрямовані вгору. Вічнозелені голі філодії в молодому віці досить смолисті; вони мають від вузькоеліптичної до зворотноланцетної форми і зазвичай нерівносторонні з опуклим верхнім краєм і прямим нижнім краєм і можуть мати неглибоку серпоподібну форму. Філодії мають довжину від 6 до 10 см і ширину від 8 до 20 мм з багатьма переважно нечіткими жилками, за винятком трьох — п'яти, які є трохи більш помітними, ніж інші. Цвіте спорадично протягом року, утворюючи жовті квітки. Голі стручки злегка смолисті, старіють до коричневого кольору, мають вузько-довгасту форму з довжиною від 3 до 7 см і шириною від 5 до 9 мм з поздовжньо або косо розташованими насінням всередині. Блискуче коричневе насіння має широкоеліптичну форму з довжиною 3,5–4,5 мм.

## Використання
Дерево дає якісну та привабливу деревину, але історично використовувалося для огорож, оскільки деревина стійка до термітів; має й декоративне застосування.